# Laëtitia Gravier
Pour les articles homonymes, voir Gravier.
Laëtitia Gravier (née le 3 juillet 1978 à Metz) est une joueuse de football internationale française.

## Carrière

### Junior
Gravier commence très jeune le football, c'est à l'âge de 13 ans qu'elle obtient sa première licence dans le club du FC Woippy mais elle n'y reste qu'une année avant de partir pour le SC Terville; là-aussi elle ne reste pas longtemps et s'installe pour un des clubs féminins de Strasbourg.

### Premier club
À 18 ans, Laëtitia signe son premier contrat avec une grande équipe celle du FC Vendenheim qui joue en seconde et troisième division. En 1996, elle joue deux matchs pour les qualifications à l'Euro 97 les deux se joueront contre la Finlande.

### Huit ans à Saint-Memmie
Après deux années en Alsace, Gravier signe pour le Saint-Memmie Olympique. Elle débute sous les couleurs jaunes et bleu en 1998, le club est en première division et se contente de finir dans le ventre mou. En 2005-2006, le club descend en seconde division. Gravier arrête sa carrière après la saison 2007-2008 après une 9e position.